# Montaudin
Montaudin és un municipi francès situat al departament de Mayenne i a la regió de País del Loira. L'any 2007 tenia 916 habitants.

## Demografia

### Població
El 2007 la població de fet de Montaudin era de 916 persones. Hi havia 357 famílies de les quals 88 eren unipersonals (32 homes vivint sols i 56 dones vivint soles), 161 parelles sense fills, 100 parelles amb fills i 8 famílies monoparentals amb fills.
La població ha evolucionat segons el següent gràfic:
Habitants censats

### Habitatges
El 2007 hi havia 438 habitatges, 369 eren l'habitatge principal de la família, 28 eren segones residències i 41 estaven desocupats. 424 eren cases i 12 eren apartaments. Dels 369 habitatges principals, 266 estaven ocupats pels seus propietaris, 96 estaven llogats i ocupats pels llogaters i 6 estaven cedits a títol gratuït; 3 tenien una cambra, 30 en tenien dues, 63 en tenien tres, 120 en tenien quatre i 153 en tenien cinc o més. 303 habitatges disposaven pel capbaix d'una plaça de pàrquing. A 180 habitatges hi havia un automòbil i a 151 n'hi havia dos o més.

### Piràmide de població
La piràmide de població per edats i sexe el 2009 era:
| Homes | Edats   | Dones |
| ----- | ------- | ----- |
| 4     | 95 o +  | 0     |
| 4     | 90 a 94 | 4     |
| 12    | 85 a 89 | 8     |
| 8     | 80 a 84 | 12    |
| 28    | 75 a 79 | 40    |
| 16    | 70 a 74 | 20    |
| 52    | 65 a 69 | 28    |
| 28    | 60 a 64 | 36    |
| 28    | 55 a 59 | 40    |
| 16    | 50 a 54 | 24    |
| 24    | 45 a 49 | 24    |
| 20    | 40 a 44 | 16    |
| 28    | 35 a 39 | 28    |
| 52    | 30 a 34 | 16    |
| 32    | 25 a 29 | 32    |
| 20    | 20 a 24 | 12    |
| 36    | 15 a 19 | 28    |
| 20    | 10 a 14 | 28    |
| 16    | 5 a 9   | 44    |
| 16    | 0 a 4   | 16    |

## Economia
El 2007 la població en edat de treballar era de 486 persones, 366 eren actives i 120 eren inactives. De les 366 persones actives 347 estaven ocupades (188 homes i 159 dones) i 19 estaven aturades (7 homes i 12 dones). De les 120 persones inactives 56 estaven jubilades, 33 estaven estudiant i 31 estaven classificades com a «altres inactius».

### Ingressos
El 2009 a Montaudin hi havia 397 unitats fiscals que integraven 915 persones, la mediana anual d'ingressos fiscals per persona era de 15.060 €.

### Activitats econòmiques
Dels 46 establiments que hi havia el 2007, 1 era d'una empresa alimentària, 2 d'empreses de fabricació d'altres productes industrials, 4 d'empreses de construcció, 9 d'empreses de comerç i reparació d'automòbils, 6 d'empreses de transport, 3 d'empreses d'hostatgeria i restauració, 1 d'una empresa financera, 2 d'empreses immobiliàries, 9 d'empreses de serveis, 6 d'entitats de l'administració pública i 3 d'empreses classificades com a «altres activitats de serveis».
Dels 16 establiments de servei als particulars que hi havia el 2009, 1 era una oficina de correu, 1 una oficina bancària, 2 tallers de reparació d'automòbils i de material agrícola, 1 autoescola, 1 guixaire pintor, 1 fusteria, 1 lampisteria, 1 electricista, 2 perruqueries, 1 veterinari, 2 restaurants i 2 agències immobiliàries.
Dels 3 establiments comercials que hi havia el 2009, 1 era una botiga de menys de 120 m², 1 una fleca i 1 una carnisseria.
L'any 2000 a Montaudin hi havia 85 explotacions agrícoles que ocupaven un total de 1.886 hectàrees.

## Equipaments sanitaris i escolars
L'únic equipament sanitari que hi havia el 2009 era una farmàcia.
El 2009 hi havia 2 escoles elementals.

## Poblacions més properes
El següent diagrama mostra les poblacions més properes.